# Valgejõgi
Der Valgejõgi (übersetzt: „Weißfluss“) ist ein Fluss im nördlichen Teil Estlands. Seine Länge beträgt 85 km, sein Einzugsgebiet 453 km².
Der Fluss entspringt im See Porkuni auf dem Höhenzug Pandivere. Er mündet bei Loksa in die Bucht von Hara in den Finnischen Meerbusen.
Der Fluss ist besonders für seinen Fischreichtum (Bachforellen und Lachse) berühmt.
Im Valgejõgi liegt auch der Wasserfall von Nõmmeveski (estnisch: Nõmmeveski juga), bei dem früher ein Wasserkraftwerk stand. Heute wird der Fluss noch beim Dorf Kotka zur Stromerzeugung genutzt.